# Бергстрём, Суне
Суне Бергстрём (полное имя Карл Суне Детлоф Бергстрём; швед. Karl Sune Detlof Bergström; 10 января 1916, Стокгольм — 15 августа 2004, там же) — шведский биохимик. Разделил Нобелевскую премию по физиологии и медицине 1982 года «за открытия, касающиеся простагландинов и близких к ним биологически активных веществ» с Бенгтом Самуэльсоном и Джоном Вейном.
В 1975—1987 гг. председатель фонда Нобеля.
Член Шведской королевской академии наук с 1965 года и её президент в 1983 году. С 1965 года также член Шведской королевской академии инженерных наук. Иностранный почётный член Американской академии искусств и наук (1966). Иностранный член Национальной академии наук США (1973), Академии наук СССР (1976; с 1991 — РАН), Академии медицинских наук СССР (1982; с 1992 — РАМН), Французской академии наук (1984). Член Леопольдины (1977), Эдинбургского королевского общества (1980) и Папской академии наук (1985).
Почётный доктор Базельского и Чикагского университетов (обоих — 1960).
Помимо двух детей в браке, был отцом палеогенетика Сванте Паабо, в 2022 году также получившего Нобелевскую премию.

## Награды
- Премия Андерса Яре по медицине[норв.] (1972)
- Международная премия Гайрднера (1972)
- Премия Луизы Гросс Хорвиц (1975)
- Amory Prize[нем.] Американской академии искусств и наук (1975)
- Премия Альберта Ласкера за фундаментальные медицинские исследования (1977)
- Нобелевская премия по физиологии или медицине (1982)
- Медаль Бенджамина Франклина[нем.] Американского философского общества (1988)